# Maria Clara Eimmart
Maria Clara Eimmart, verehelicht Müller (* 27. Mai 1676 in Nürnberg; † 29. Oktober 1707 ebenda), war eine Nürnberger Künstlerin, Kupferstecherin und Astronomin.

## Leben
Maria Clara Eimmart war Tochter von Georg Christoph Eimmart (1638–1705) und der Waagmeisterstochter Maria Walther (1644–1722). Sie war das einzig überlebende Kind ihrer Eltern, ein 1669 geborener Bruder war nach nur drei Monaten verstorben. Als ihr Vater im Herbst 1678 auf der Nürnberger Vestnertorbastei seine Sternwarte aufbaute, war sie zwei Jahre alt. Nachdem die Sternwarte zwischenzeitlich kriegsbedingt schließen musste, wurde der Betrieb der Sternwarte spätestens im April 1689 anlässlich der Beobachtung einer Sonnenfinsternis kurz vor Maria Claras dreizehntem Geburtstag wieder aufgenommen. Wahrscheinlich begann Eimmart in dieser Zeit, ihrem Vater auf der Sternwarte aktiv zu assistieren, bis sie sich schließlich zu einer eigenständigen astronomischen Beobachterin entwickelte.

„Daß das edle studium Matheseos vordessen alhier in Nürnberg überaus muß beliebt gewesen seyn kan man nicht allein abnehmen aus der großen menge Sonnen-Uhren, welche an den meisten Häusern überall angemahlt zu finden; sondern auch aus der noch größern menge allerhand kleinen instrumentorum ..., dern mir so viel zu gesicht und zu handen gekommen, daß ich fast zweifle, ob in gantz Teutschland rings umb mit einander so vil zu finden, als allein hier in Nürnberg.“

Ihr Vater, der nach einer künstlerischen Ausbildung insbesondere auch Mathematik und Astronomie studiert hatte, unterrichtete sie nicht nur in der Astronomie, sondern auch in Mathematik, Sprachen – insbesondere Latein und Französisch – sowie in der Malerei, im Zeichnen und im Radieren.
Das von Künstlern, Verlegern, Kunst- und Buchhändlern geprägte soziale und bürgerlich-familiäre Umfeld wird sich gewiss förderlich auf die Entfaltung ihrer Talente ausgewirkt haben. Von 1670 bis 1681 beispielsweise lebte Maria Sibylla Merian mit ihrem Ehemann Johann Andreas Graff und den beiden Töchtern Johanna Helena und Dorothea Maria in Nürnberg. Merian betrieb hier eine „Jungfern-Company“, in der sie junge Frauen in der Blumenmalerei und Blumenstickerei unterrichtete. Auch wenn Eimmart erst fünf Jahre alt war, als Merian Nürnberg wieder verlassen hatte, wird sie in der Folgezeit noch den Einfluss von Merians Wirken gespürt haben. Unmittelbarer dürfte sich die künstlerische Tätigkeit ihrer achtzehn Jahre älteren Cousine Susanna Maria von Sandrart – Sandrarts Mutter Regina Christina Eimmart (1636–1708) war eine Schwester Georg Christoph Eimmarts – auf Maria Clara Eimmart ausgewirkt haben. Susanna Maria von Sandrart war eine anerkannte Grafikerin, die zahlreiche Kupferstiche und Illustrationen anfertigte, und so nach dem Tode ihres Ehemanns ihren Lebensunterhalt selbst bestreiten konnte.
Nachdem Eimmarts Vater 1705 gestorben war, wurde die Sternwarte von der Stadt Nürnberg übernommen. Zu Beginn des darauffolgenden Jahres, am 20. Januar 1706 heiratete Eimmart den Astronomen Johann Heinrich Müller (1671–1731). Müller war schon zwischen 1687 und 1692 Assistent des Vaters, bevor er 1692 sein Studium in Altdorf aufnahm. 1704 war Müller nach Nürnberg zurückgekehrt und wurde 1705 von der Stadt sowohl als Professor an das Nürnberger Gymnasium Aegydianum berufen als auch als neuer Sternwarten-Direktor eingesetzt. Kurz nach der Geburt ihres Sohnes, der auch nicht überlebte, starb Maria Clara Eimmart 1707 im Wochenbett.

## Briefwechsel mit Johann Jakob Scheuchzer

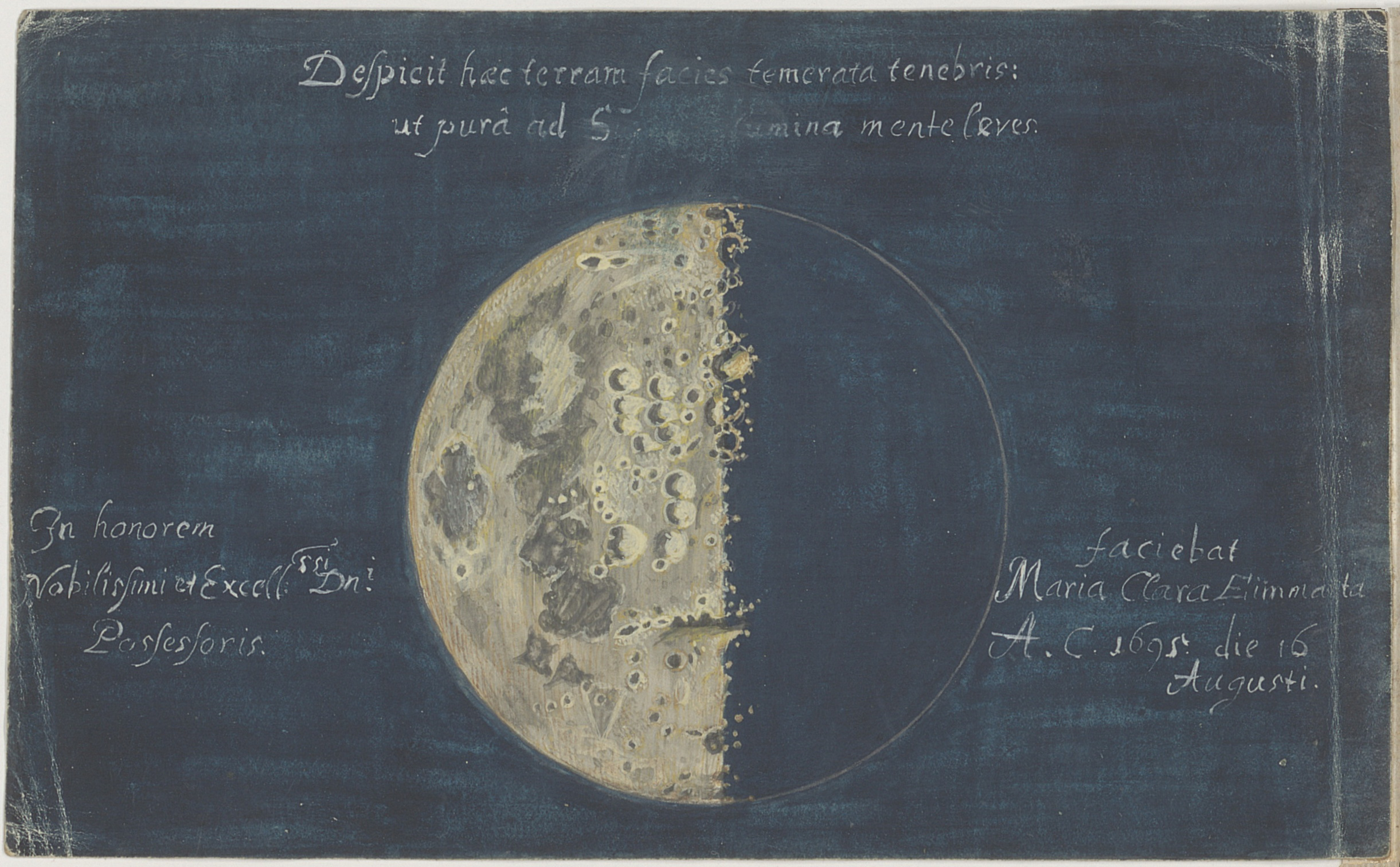
Eimmarts Eintrag in Scheuchzers Stammbuch, datiert 16. August 1695: eine Zeichnung der Mondoberfläche mit Widmung in lateinischer Sprache. Blattformat: 9,5 × 16 cm. Das elegische Distichon (oben) bedeutet übersetzt: „Dieses Gesicht blickt auf die Erde herunter, entstellt durch Dunkelheit, damit du mit reinem Geist die Augen zum Himmel erhebst.“ (Zentralbibliothek Zürich)

Im Mai 1695 hielt sich Johann Jakob Scheuchzer (1672–1733) bei den Eimmarts in Nürnberg auf, woraus sich ein Briefwechsel zwischen Maria Clara Eimmart und Scheuchzer entwickelte, von dem fünf Briefe Eimmarts an Scheuchzer bekannt sind und in der Zentralbibliothek Zürich aufbewahrt werden.

„Des Höchsten Gnaden-Schutz sei Ihre Medizin
 Das Pfand der Lieb, das sich wird zeigen sollen,
 Das kann unfehlbar nicht ein gantzes Jahr verziehn.
 Und dieses ist's, das ich eilfertig schreiben wollen.“

## Astronomische Beobachtungen und Zeichnungen
Maria Clara Eimmart fertigte zwischen 1693 und 1698 etwa 250 Zeichnungen des Mondes an, die der kartographischen Darstellung des Mondes dienen sollten und als Vorarbeiten für die Erstellung einer eigenen Mondkarte gelten. Außerdem beobachtete sie am 12. Mai 1706 die totale Sonnenfinsternis und fertigte zwei Gemälde an. Sie galten lange Zeit als verschollen, bis 2012 in der Kartenabteilung der Staatsbibliothek zu Berlin eines (Kart A2398) davon wiederentdeckt wurde. Die meisten ihrer Skizzen des Mondes liegen zusammen mit dem Nachlass ihres Vaters in St. Petersburg. Einige ihrer astronomischen Gemälde haben sich in der Sternwarte in Bologna erhalten.

## Bildergalerie

Astronomische Zeichnungen von Maria Clara Eimmart
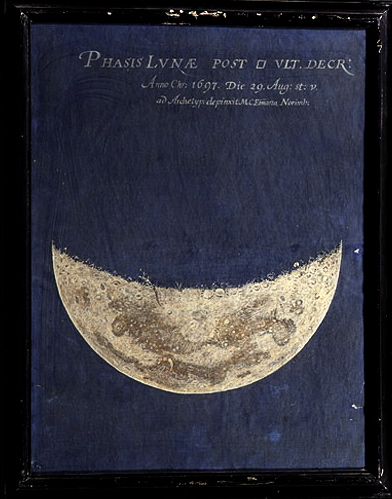
Mondphase
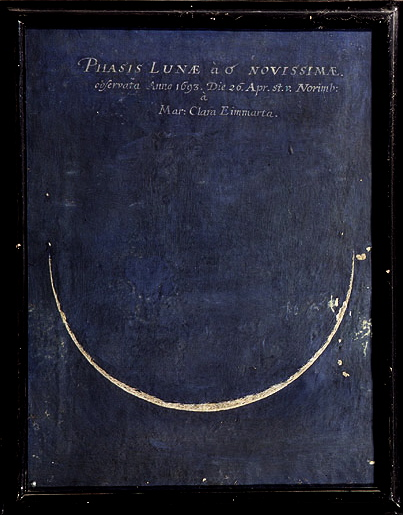
Zweite Mondphase
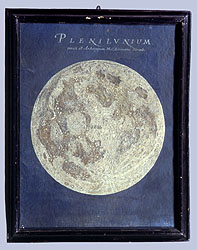
Vollmond
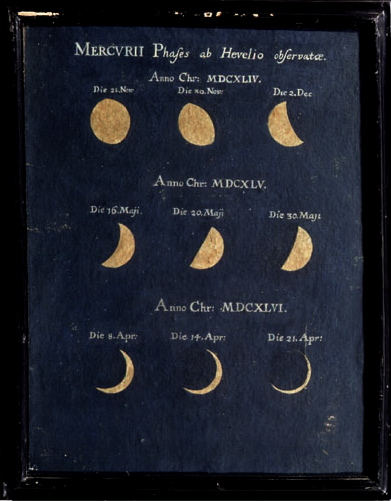
Merkurphasen, beobachtet von Johannes Hevelius
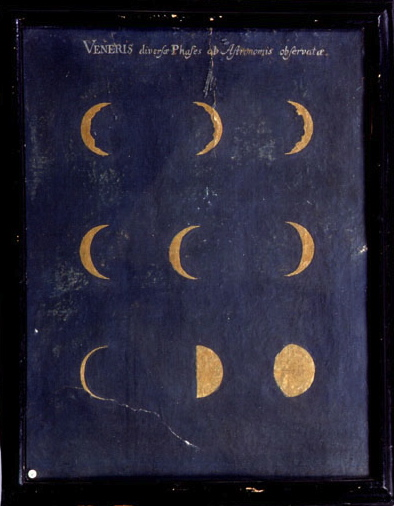
Venusphasen
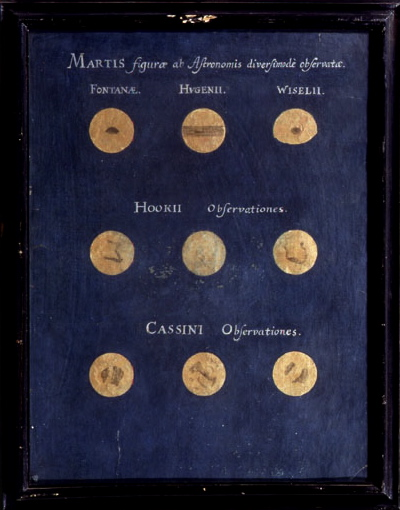
Marsbeobachtungen
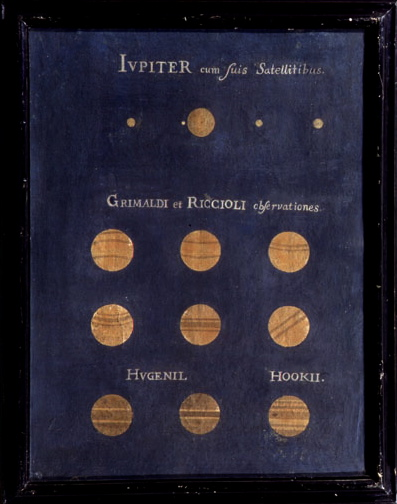
Jupiterbeobachtungen
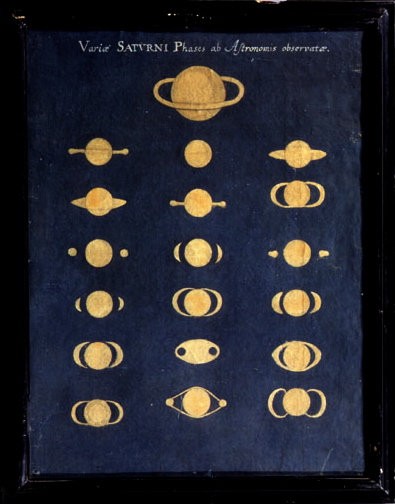
Saturnbeobachtungen
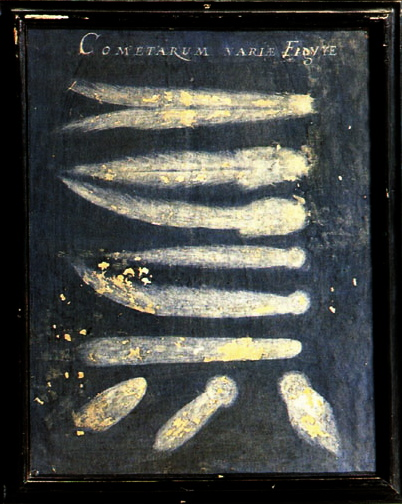
Kometen
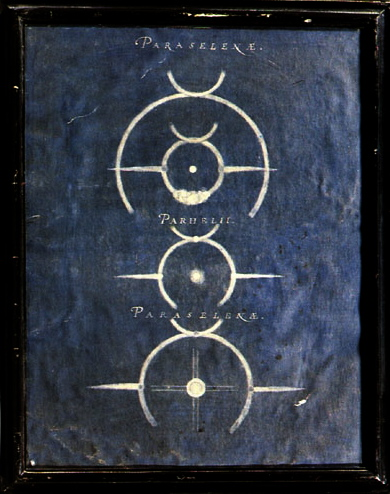
Nebenmond und Nebensonne
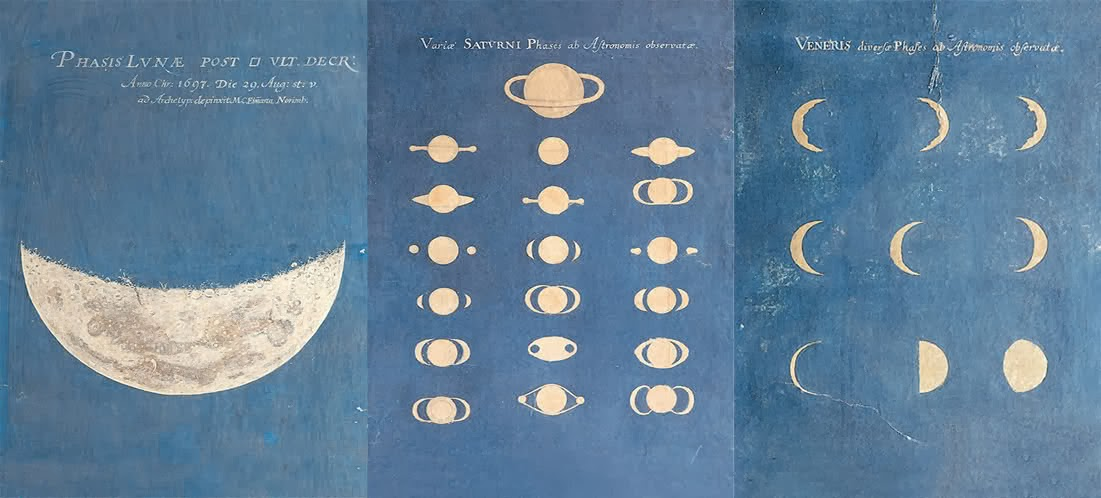
Astronomische Illustrationen